# Invisibles (película)
Invisibles es una película documental dirigida por Mariano Barroso, Isabel Coixet, Javier Corcuera Andrino, Fernando León de Aranoa y Wim Wenders en el año 2007. Obtuvo el Premio a la mejor película documental en la XXII edición de los Premios Goya, en 2008

## Argumento
Cinco directores homenajean el vigésimo aniversario de la ONG Médicos sin Fronteras. A través de varias historias se retrata a personas que viven en medio de guerras y conviven con epidemias. "El sueño de Bianca" contrasta las realidades de dos mujeres. "Cartas a Nora" es un relato de inmigración, mientras que "La voz de las piedras" es una historia familiar en el corazón de Colombia. En "Buenas noches, Ouma" se describe el conflicto armado de Uganda y "Crímenes Invisibles" denuncia los abusos a mujeres en el Congo.
Este proyecto solidario nace con el sello de Javier Bardem como productor. Para conmemorar las dos décadas de trabajo de Médicos sin Fronteras se quiso hacer un homenaje a sus cooperantes, pero también a las personas que reciben su ayuda. Personas "invisibles" que tienen una historia y que encuentran, en este documental, una forma de expresarse.